# 沈家圍
沈家圍（英語：Sham Ka Wai）是一棟位於新界元朗八鄉元岡村的已拆卸客家大宅，約建於1930年代。

## 歷史
沈家圍是一棟典型客家圍龍屋，約建於1930年代，建有圍門和圍牆，面向西北方。圍內建有四棟排列整齊、各以天井相連的青磚屋，居於正中為家祠，分前後廳。屋前圍牆外一個半月型的風水池，屋後有一片果園，屋旁有一間倉庫。
沈家圍主人沈君堯曾是元岡公立學校的校董之一，亦曾捐助興建崇正公立學校。1990年代中，沈氏家族出售沈家圍，大宅被拆卸，地段於1996年重建成現今富銀花園。